# Joseph Jakob von Heckenstaller

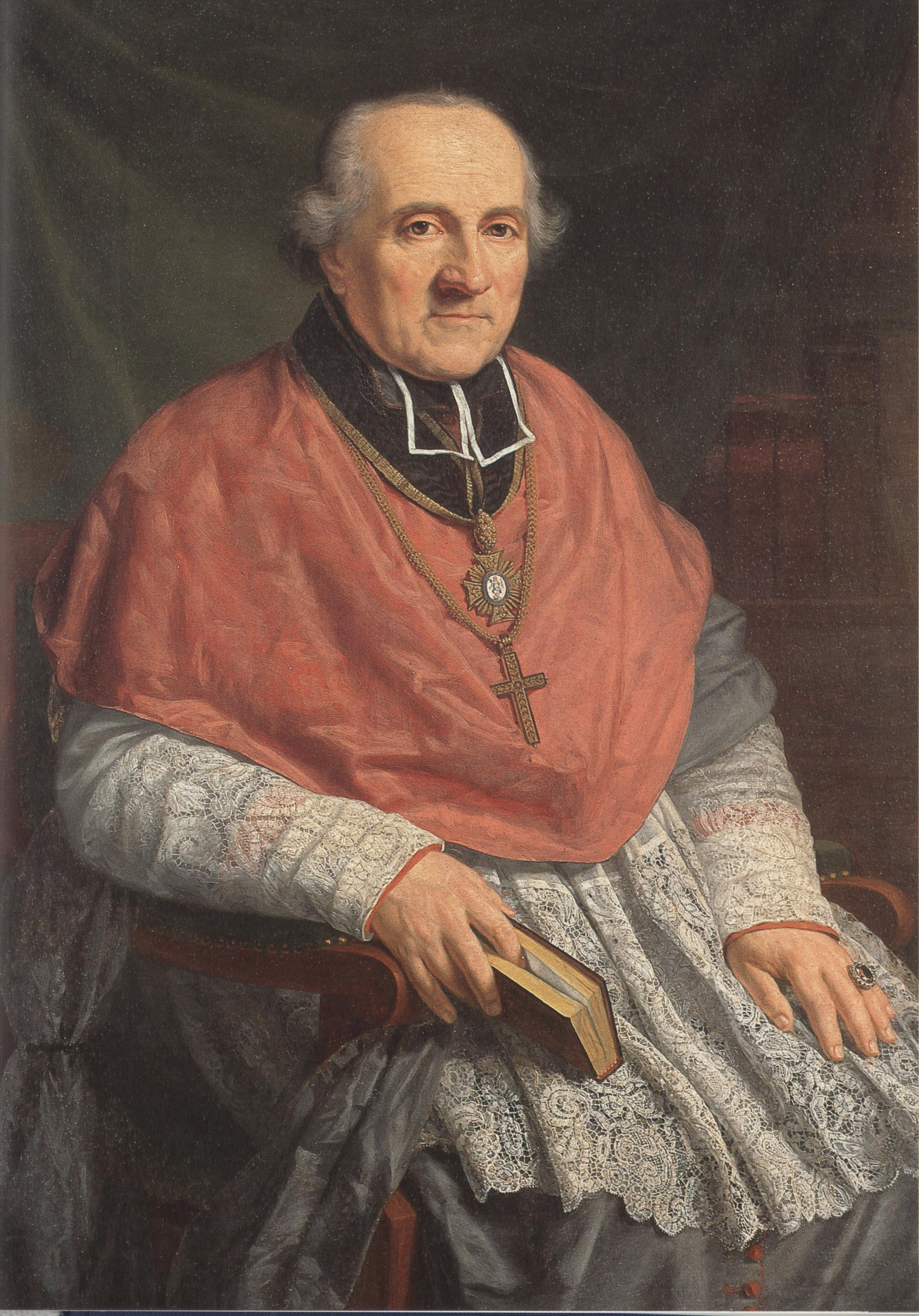
Joseph von Heckenstaller, zeitgenössisches Ölgemälde

Joseph Jakob von Heckenstaller (* 15. Juli 1748 in Regensburg; † 7. November 1832 in München) war Generalvikar und von 1803 bis 1818 Apostolischer Vikar der Geistlichen Regierung in Freising.

## Herkunft
Sein Vater war der Schneidermeister Heckenstaller. Die Familie lebte in bescheidenen Verhältnissen im fürstlichen Reichsstift Obermünster in Regensburg. Dass er studieren konnte, verdankte er der Familienstiftung seines Onkels Johann Michael Heckenstaller, der Pfarrer in Langenpreising war.

## Leben
Heckenstaller wurde 1772 in Regensburg zum Priester geweiht. Ab 1798 war er Kanzleidirektor der Geistlichen Regierung in Freising. 1803 kam es zur Sedisvakanz im Bistum Freising infolge der Säkularisation in Bayern. Heckenstaller wurde vom Salzburger Erzbischof zum Generalvikar der Geistlichen Regierung in Freising ernannt, wenig später erhielt er auch den Titel Apostolischer Vikar. Der bisherige Weihbischof Johann Nepomuk von Wolf vollzog die Weihehandlungen im Auftrag Heckenstallers. Im Konflikt mit dem bayerischen Kurfürsten kam es 1805/6 zur staatlichen Neuorganisation der ehemaligen Klosterpfarreien. Auch wurden insgesamt 109 Pfarreien aus dem Salzburger Bistumsgebiet eingegliedert. Am 5. Juni 1817 wurde ein Konkordat zwischen Papst Pius VII. und König Maximilian I. Joseph geschlossen, das die Errichtung des Erzbistums München und Freising vorsah. Heckenstaller resignierte am 16. Februar 1818 und wurde erster Dekan des neuen Münchner Metropolitankapitels.
Für sein 50-jähriges Priesterjubiläum erhielt er 1822 den Zivil-Verdienstorden der Bayrischen Krone, mit dem die Erhebung in den persönlichen Adel verbunden war. Er blieb weiter in Freising aktiv. Heckenstaller starb am 7. November 1832 in München.

## Veröffentlichung
- Dissertatio historica de antiquitate, et aliis quibusdam memorabilibus cathedralis ecclesiae Frisingensis. Una cum serie Episcoporum, Praepositorum et Decanorum Frisingensium. München 1824, Digitalisat.